# إم تي في لايف
إم تي في لايف (بالإنجليزية: MTV Live)‏ هي قناة تلفزيونية موسيقية دولية مدفوعة يتم إدارتها بواسطة شبكات فاياكوم سي بي إس أوروبا، الشرق الأوسط، أفريقيا، آسيا. القناة متوفرة في أوروبا والشرق الأوسط وشمال أفريقيا وأمريكا اللاتينية وأوقيانوسيا وآسيا.
بدأ بث القناة في منطقة الشرق الأوسط وشمال أفريقيا في 5 يناير 2015 عن طريق شراكة بين شبكة أو إس إن وشبكات فاياكوم الإعلامية الدولية، وقد حدث ذلك بالتزامن مع إيقاف بث إم تي في الشرق الأوسط.

## نظرة عامة
القناة تركز بشكل أساسي على الموسيقى الحية، مع عرض فقرات موسيقية ومقابلات.

### برامج
من برامج القناة:
- إم تي في لايف
- إم تي في ورلد ستيج
- هاي ديفنيشن هيتس
- هوت رايت ناو
- مايكنج ذا فيديو (كواليس تصوير الفيديو الغنائي)
- إم تي في أسكس (إم تي في تسأل)
- إم تي في ريوايند
- إم تي في أنبلغد
- باور بلاي! ذس ويكس إم تي في هوت ليست
- ذا رايد
- ذس ويكس إم تي في توب 20

## أحداث
- إم تي في إي إم آيه
- جوائز إم تي في للأفلام
- جوائز إم تي في للأغاني المصورة

## تواجد
تتواجد القناة في العديد من الدول حول العالم:
- أوروبا

ألبانيا، النمسا، بلجيكا، بلغاريا، كرواتيا، المجر، جمهورية التشيك، إستونيا، الدنمارك، فنلندا، ألمانيا، اليونان، إيطاليا، لاتفيا، ليتوانيا، هولندا، النرويج، بولندا، البرتغال، رومانيا، روسيا، صربيا، سلوفاكيا، إسبانيا، السويد، سويسرا، أوكرانيا، المملكة المتحدة.
- أميركا اللاتينية

الأرجنتين، البرازيل، تشيلي، كولومبيا، كوستاريكا، جمهورية الدومينيكان، الإكوادور، السلفادور، غواتيمالا، هندوراس، المكسيك، نيكاراغوا، بنما، باراغواي، بيرو، أوروغواي، فنزويلا.
- الشرق الأوسط وشمال أفريقيا

لبنان، سوريا، العراق، الأردن، فلسطين، الكويت، السعودية، قطر، الإمارات، البحرين، عمان، اليمن، إسرائيل، تركيا، مصر، ليبيا، تونس، الجزائر، المغرب، موريتانيا، تشاد.
- آسيا

إندونيسيا، ماليزيا، المالديف، منغوليا، الفلبين، سنغافورة، الصين، تايوان.

## شعارات القناة

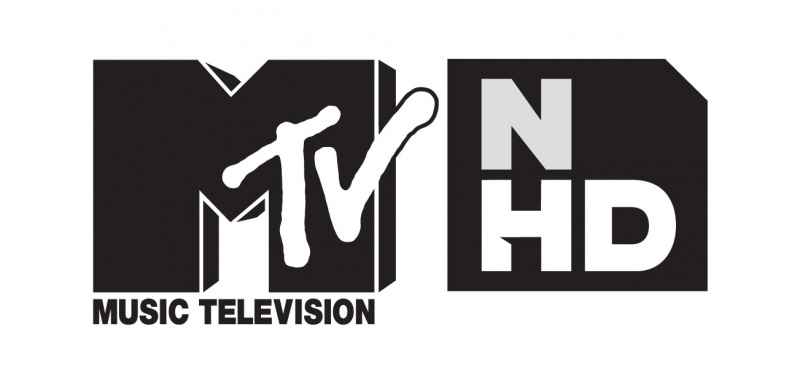
شعار القناة عندما بدأت البث في 2008 باسم إم تي في إن إتش دي، استمر الشعار حتى 2011، في 2011 تم إزالة عبارة "تلفزيون الموسيقى".
شعار إم تي في لايف إتش دي من 2011 حتى 2013.
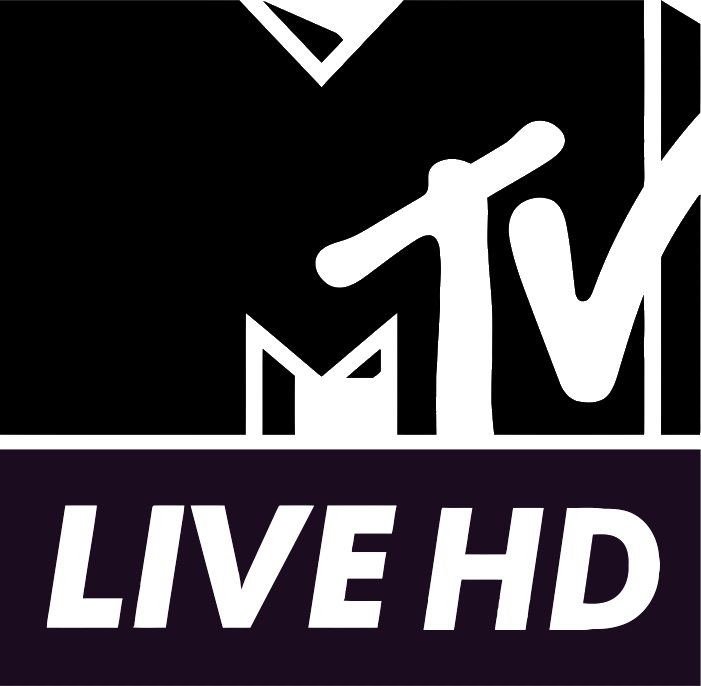
شعار إم تي في لايف إتش دي من 2013 حتى أكتوبر 2017.
شعار القناة منذ أكتوبر 2017 حتى سبتمبر 2021.
شعار القناة الحالي منذ سبتمبر 2021.